# Condado de Mono
El condado de Mono (en inglés: Mono County), fundado en 1861, es un condado del estado estadounidense de California. En 2000 tenía una población de 12 853 habitantes y densidad poblacional de 2 personas por km². La sede del condado es Bridgeport. El condado recibe su nombre en honor al Lago Mono. También en el condado se encuentra Bodie, un pueblo fantasma de la fiebre del oro, ahora un parque histórico estatal.

## Geografía
Según la Oficina del Censo, el condado tiene un área total de 8112 km² (3132,0 mi²), de la cual 7884 km² (3044,0 mi²) es tierra y 225 km² (86,9 mi²) (2.79%) es agua.

### Condados adyacentes
- Condado de Douglas, Nevada (norte)
- Condado de Lyon, Nevada (noreste)
- Condado de Mineral, Nevada (este)
- Condado de Esmeralda (sureste)
- Condado de Inyo (sur)
- Condado de Fresno & Condado de Madera (suroeste)
- Condado de Tuolumne (oeste)
- Condado de Alpine (noroeste)

### Localidades

#### Ciudades
Mammoth Lakes  (único pueblo incorporado)

#### Lugares designados por el censo
Aspen Springs |
Benton |
Crowley Lake |
McGee Creek |
Sunny Slopes |
Swall Meadows |
Topaz |
Walker 

#### Áreas no incorporadas
Belfort |
Benton Crossing |
Benton Hot Springs |
Bridgeport |
Chalfant Valley |
Chinatown |
Coleville |
Crestview |
Fales Hot Springs |
Hammil |
June Lake |
June Lake Junction |
Lake Mary |
Lee Vining |
Lower Town |
Mesa Camp |
Mono City |
Montgomery City |
North Landing |
Oasis |
Pizona |
Paradise |
Sonora Junction |
South Landing |
Toms Place |
Upper Town |
Walker |
Wheeler Crest |
Whitmore Hot Springs |
Willow Springs 

## Demografía
En el censo de 2000, había 12 853 personas, 5137 hogares y 3143 familias residiendo en el condado. La densidad poblacional era de 1.5 personas por km². En el 2000 había 11 757 unidades habitacionales en una densidad de 1.5 por km². La demografía del condado era de 84.17% blancos, 0.47% afroamericanos, 2.40% amerindios, 1.11% asiáticos, 0.09% isleños del Pacífico, 9.51% de otras razas y 2.25% de dos o más razas. 17.69% de la población era de origen hispano o latino de cualquier raza.
En el 2000 la renta per cápita promedia del condado era de $44 992, y el ingreso promedio para una familia era de $50 487. En 2000 los hombres tenían un ingreso per cápita de $32 600 versus $26 227 para las mujeres. El ingreso per cápita para el condado era de $23 422. Alrededor del 11.50% de la población estaba bajo el umbral de pobreza nacional.

## Transporte

### Principales autopistas
- U.S. Route 6
- U.S. Route 395
- Ruta Estatal 108
- Ruta Estatal 120
- Ruta Estatal 167
- Ruta Estatal 182
- Ruta Estatal 270